# Eccellenza Umbria 2014-2015
Il campionato italiano di calcio di Eccellenza regionale 2014-2015 è il ventiquattresimo organizzato in Italia. Rappresenta il quinto livello del calcio italiano ed il maggiore in ambito regionale.
Questo è il girone unico organizzato dal Comitato Regionale dell'Umbria.

## Stagione

### Aggiornamenti
Cambio di denominazione:
- da S.S.D. Group Città di Castello a S.S.D. Calcio Città di Castello.

## Squadre partecipanti
| Club                | Città                                   | Stadio                            | Stagione 2013-2014                              |
| ------------------- | --------------------------------------- | --------------------------------- | ----------------------------------------------- |
| Angelana            | Santa Maria degli Angeli di Assisi (PG) | Stadio Giuseppe Migaghelli        | 3º in Eccellenza Umbria                         |
| Castel del Piano    | Castel del Piano di Perugia             | Stadio Liborio Menicucci          | 11º in Eccellenza Umbria                        |
| Cannara             | Cannara (PG)                            | Stadio Comunale Alberto Spoletini | 10º in Eccellenza Umbria                        |
| Città di Castello   | Città di Castello (PG)                  | Stadio Corrado Bernicchi          | Inattivo                                        |
| Deruta              | Deruta (PG)                             | Stadio Comunale                   | 15º in Serie D/E, retrocesso dopo il play out   |
| Massa Martana       | Massa Martana (PG)                      | Stadio Comunale                   | 1º in Promozione Umbria/B, promosso             |
| Narnese             | Narni (TR)                              | Stadio San Girolamo               | 17ª in Serie D/E, retrocessa                    |
| Nestor              | Marsciano (PG)                          | Stadio Alberto Checcarini         | 5º in Eccellenza Umbria                         |
| Nocera Umbra        | Nocera Umbra (PG)                       | Stadio Angelo Marinangeli         | 9º in Eccellenza Umbria                         |
| Pontevecchio        | Ponte San Giovanni di Perugia           | Stadio degli Ornari               | 18º in Serie D/E, retrocessa                    |
| San Marco Juventina | San Marco di Perugia                    | Stadio Mirko Trippolini           | 8º in Eccellenza Umbria                         |
| San Sisto           | San Sisto di Perugia                    | Stadio Comunale                   | 9º in Eccellenza Umbria                         |
| Subasio             | Rivotorto di Assisi (PG)                | Stadio Giancarlo Felici           | 6º in Eccellenza Umbria                         |
| Todi                | Todi (PG)                               | Stadio Franco Martelli            | 14º in Eccellenza Umbria, salvo dopo i play out |
| Ventinella          | Soccorso di Magione (PG)                | Stadio Lamberto Ragni             | 1º in Promozione Umbria/A, promosso             |
| Vis Torgiano        | Torgiano (PG)                           | Stadio Fausto Braca               | 2º in Eccellenza Umbria                         |

## Classifica
|  | Pos. | Squadra             | Pt | G  | V  | N  | P  | GF | GS | DR  |
|  | ---- | ------------------- | -- | -- | -- | -- | -- | -- | -- | --- |
|  | 1.   | Città di Castello   | 66 | 30 | 20 | 6  | 4  | 71 | 39 | +32 |
|  | 2.   | Todi                | 59 | 30 | 18 | 5  | 7  | 47 | 32 | +15 |
|  | 3.   | Vis Torgiano        | 46 | 30 | 12 | 10 | 8  | 38 | 32 | +6  |
|  | 4.   | Pontevecchio        | 46 | 30 | 11 | 13 | 6  | 37 | 26 | +11 |
|  | 5.   | Subasio             | 43 | 30 | 12 | 7  | 11 | 38 | 32 | +6  |
|  | 6.   | Narnese             | 43 | 30 | 12 | 7  | 11 | 36 | 29 | +7  |
|  | 7.   | San Sisto           | 40 | 30 | 10 | 10 | 10 | 24 | 26 | -2  |
|  | 8.   | Ventinella          | 39 | 30 | 10 | 9  | 11 | 38 | 40 | -2  |
|  | 9.   | Angelana            | 37 | 30 | 7  | 16 | 7  | 37 | 38 | -1  |
|  | 10.  | Castel del Piano    | 37 | 30 | 8  | 13 | 9  | 40 | 44 | -4  |
|  | 11.  | Massa Martana       | 37 | 30 | 9  | 10 | 11 | 29 | 35 | -6  |
|  | 12.  | Cannara             | 36 | 30 | 8  | 12 | 10 | 28 | 31 | -3  |
|  | 13.  | San Marco Juventina | 36 | 30 | 9  | 9  | 12 | 35 | 37 | -2  |
|  | 14.  | Nestor              | 30 | 30 | 8  | 6  | 16 | 38 | 49 | -11 |
|  | 15.  | Deruta              | 28 | 30 | 6  | 10 | 14 | 21 | 38 | -17 |
|  | 16.  | Nocera Umbra        | 19 | 30 | 2  | 13 | 15 | 19 | 48 | -29 |

Legenda:

      Promossa in Serie D 2015-2016.
      Ammessa ai play-off nazionali.
 Ammesse ai play-off o ai play-out.
      Retrocessa in Promozione Umbria 2015-2016.
Regolamento:

Tre punti a vittoria, uno a pareggio, zero a sconfitta.
In caso di pari merito per assegnare il 1º posto (promozione diretta) ed il 16º posto (retrocessione diretta) viene disputata una gara di spareggio in campo neutro.
In caso di arrivo di due o più squadre a pari punti, la graduatoria verrà stilata secondo la classifica avulsa tra le squadre interessate, che prevede in ordine i seguenti criteri: 
- Punti negli scontri diretti
- Differenza reti negli scontri diretti
- Differenza reti generale
- Reti realizzate in generale
- Sorteggio

Nei play off e nei play out vige il criterio dei 9 punti di distacco, soglia al di sopra della quale, la sfida non viene disputata e la squadra meglio classificata, a seconda dei casi, o accede alla fase successiva oppure ottiene la salvezza.
Note:

Il Deruta già retrocesso, non formalizza l'iscrizione alla Promozione Umbria 2015-2016 e cessa l'attività sportiva alla fine della stagione.

## Risultati

### Tabellone
Ogni riga indica i risultati casalinghi della squadra segnata a inizio della riga, contro le squadre segnate colonna per colonna (che invece avranno giocato l'incontro in trasferta). Al contrario, leggendo la colonna di una squadra si avranno i risultati ottenuti dalla stessa in trasferta, contro le squadre segnate in ogni riga, che invece avranno giocato l'incontro in casa.
|                     | ANG | CAN | CAS | CIT | DER | MAS | NAR | NES | NOC | PON | SAN | SAN | SUB | TOD | VEN | VIS |
| Angelana            |     | 1-1 | 1-1 | 1-1 | 0-0 | 1-1 | 2-0 | 2-0 | 0-0 | 2-0 | 1-1 | 1-2 | 1-2 | 0-4 | 2-2 | 1-1 |
| Cannara             | 2-1 |     | 1-0 | 1-2 | 2-0 | 0-1 | 0-2 | 1-2 | 2-0 | 1-1 | 1-0 | 0-0 | 0-2 | 0-1 | 1-1 | 0-3 |
| Castel del Piano    | 2-2 | 1-1 |     | 1-2 | 1-2 | 1-1 | 1-1 | 2-1 | 3-3 | 2-2 | 2-0 | 0-0 | 2-1 | 2-1 | 1-1 | 3-2 |
| Citta di Castello   | 3-3 | 3-1 | 3-3 |     | 2-0 | 3-0 | 3-2 | 5-2 | 2-2 | 1-0 | 1-3 | 2-0 | 1-2 | 4-2 | 4-1 | 1-1 |
| Deruta              | 2-1 | 0-3 | 1-0 | 1-2 |     | 1-1 | 0-2 | 0-2 | 0-0 | 0-0 | 1-2 | 4-1 | 1-4 | 0-2 | 0-2 | 1-1 |
| Massa Martana       | 0-1 | 0-0 | 1-2 | 0-4 | 2-0 |     | 0-0 | 2-1 | 3-0 | 1-1 | 2-1 | 0-0 | 4-2 | 0-0 | 0-3 | 3-1 |
| Narnese             | 3-0 | 0-0 | 3-1 | 1-3 | 0-0 | 1-0 |     | 0-3 | 2-1 | 0-0 | 0-3 | 0-1 | 0-2 | 1-2 | 2-1 | 5-0 |
| Nestor              | 1-2 | 0-1 | 1-2 | 1-4 | 0-0 | 4-3 | 2-3 |     | 3-0 | 1-3 | 2-1 | 0-4 | 2-0 | 1-2 | 1-2 | 2-2 |
| Nocera Umbra        | 1-2 | 0-0 | 1-3 | 1-1 | 0-0 | 0-2 | 0-0 | 2-2 |     | 0-2 | 1-2 | 0-0 | 2-1 | 1-3 | 0-3 | 0-0 |
| Pontevecchio        | 2-2 | 1-1 | 4-2 | 2-3 | 3-1 | 0-0 | 1-2 | 0-0 | 3-0 |     | 3-1 | 1-0 | 1-1 | 4-0 | 1-0 | 0-0 |
| San Marco Juventina | 1-1 | 2-2 | 0-0 | 0-1 | 1-0 | 0-1 | 0-3 | 1-1 | 0-1 | 1-0 |     | 1-1 | 1-1 | 1-0 | 4-1 | 2-2 |
| San Sisto           | 2-1 | 1-1 | 1-0 | 0-1 | 1-0 | 1-0 | 1-0 | 0-1 | 1-1 | 0-1 | 0-3 |     | 0-0 | 2-3 | 0-0 | 1-0 |
| Subasio             | 0-2 | 3-0 | 0-0 | 2-1 | 0-1 | 1-1 | 0-0 | 1-0 | 5-2 | 1-1 | 3-0 | 0-1 |     | 0-2 | 2-0 | 1-0 |
| Todi                | 1-1 | 2-1 | 4-0 | 5-4 | 1-2 | 1-0 | 1-0 | 0-0 | 0-0 | 0-0 | 3-1 | 3-2 | 1-0 |     | 1-0 | 0-2 |
| Ventinella          | 1-1 | 1-1 | 1-1 | 1-3 | 1-1 | 3-0 | 0-3 | 3-2 | 2-0 | 0-1 | 2-1 | 1-1 | 2-0 | 0-2 |     | 2-1 |
| Vis Torgiano        | 1-1 | 0-3 | 3-0 | 0-1 | 1-1 | 2-0 | 1-0 | 1-0 | 1-0 | 2-0 | 1-1 | 1-0 | 3-1 | 3-1 | 2-1 |     |

## Spareggi
I play off non vengono disputati, in quanto la seconda classificata ha inflitto alla terza classificata un distacco in classifica superiore ai 9 punti; ottenendo così l'ammissione diretta ai play off nazionali.

### Play-out

#### Tabellone
|  | Semifinali | Semifinali          | Semifinali |                     |    | Finale  | Finale | Finale |  |
|  |            |                     |            |                     |    |         |        |        |  |
|  | 12         | Cannara (dts)       | 1          |                     |    |         |        |        |  |
|  | 12         | Cannara (dts)       | 1          |                     |    |         |        |        |  |
|  | 15         | Deruta              | 0          |                     |    |         |        |        |  |
|  | 15         | Deruta              | 0          |                     | 12 | Cannara | 5      |        |  |
|  |            |                     |            |                     | 12 | Cannara | 5      |        |  |
|  |            |                     | 13         | San Marco Juventina | 1  |         |        |        |  |
|  | 13         | San Marco Juventina | 13         | San Marco Juventina | 1  | 3       |        |        |  |
|  | 13         | San Marco Juventina |            |                     |    |         |        |        |  |
|  | 14         | Nestor              | 1          |                     |    |         |        |        |  |

#### Semifinali
|                     | Risultati |        | Luogo e data             |
| ------------------- | --------- | ------ | ------------------------ |
| Cannara             | 1-0 (dts) | Deruta | Cannara, 3 maggio 2015   |
| San Marco Juventina | 3-1       | Nestor | San Marco, 3 maggio 2015 |
|                     |           |        |                          |

#### Finale
|         | Risultati |                     | Luogo e data            |
| ------- | --------- | ------------------- | ----------------------- |
| Cannara | 5-1       | San Marco Juventina | Cannara, 10 maggio 2015 |
|         |           |                     |                         |